# صدویک سگ خالدار: فرار از کاخ دویل
بازی  صدویک سگ خالدار: فرار از کاخ دویل  (به انگلیسی: Disney's 101 Dalmatians: Escape From DeVil Manor) از سری بازی‌های ساخته شده بر اساس انیمیشن‌های معروف است که در سال ۱۹۹۷ میلادی با همکاری شرکت‌های دریم فورج اینترتینمنت  و دیزنی اینتراکتیو  برای کامپیوترهای مبتنی بر سیستم عامل داس ۶٫۰۲ و ویندوز تولید و منتشر گردید.

## داستان بازی
این بازی بر اساس انیمیشن مشهور کمپانی والت دیزنی با همین نام ساخته شده‌است. "کروئلا دویل"  شخصیت زن منفی بازی است که اقدام به دزدیدن توله سگهای خالدار و معروف لندنی می‌کند و آن هارا در کاخ ترسناک خود به اسارت می‌گیرد. در این بازی شخصیتی بنام "پچز"  که یک توله سگ است، به کمک دوستان دربند خود رفته و باید آن‌ها را از کاخ "دویل" آزاد کند.

## گیم‌پلی
این بازی بیشتر برای سنین ۶ الی ۱۲ سال طراحی و ساخته شده‌است. این گیم به صورت یک اکشن ماجرایی سه بعدی و به صورت سوم شخص طراحی گردیده. کنترل در این بازی به وسیلهٔ صفحه کلید و ماوس انجام می‌گیرد (به‌صورت اشاره و کلیک). اهداف کلی این بازی عبارتند از جستجوی اتاق‌های کاخ، پیدا نمودن راه‌های فرار، حل معماها و پازل‌ها، فرار از دست مردان "دویل" و ...

## مشخصات فنی
- گرافیک : این بازی یک بازی ماجرایی اکشن سوم شخص است که گرافیک آن به صورت سه بعدی طراحی گردیده و مدل شخصیت‌های بازی از روی شخصیت‌های اصلی انیمیشن طراحی گردیده‌است.
- صدا و موسیقی : صدا و موسیقی این بازی با کیفیت بالایی ساخته شده‌اند. همچنین شخصیت‌های منفی بازی از دوبلور برای صداپیشگی بهره برده‌اند.